# 155e régiment d'infanterie (7e régiment d'infanterie prussien-occidental)
Pour les articles homonymes, voir 155e régiment.
Le 155e régiment d'infanterie (7e régiment d'infanterie prussien-occidental) est une unité d'infanterie de l'armée prussienne.

## Histoire
Le régiment est créé le 31 mars 1897 en tant que 155e régiment d'infanterie dans le cadre de l'expansion de l'armée en 1897 et a sa garnison à Ostrowo. Le 3e bataillon est stationné à Pleschen. Le régiment est subordonné à la 77e brigade d'infanterie (de) de la 10e division d'infanterie.
Il est formé à partir des 4e (demi-)bataillons du 6e régiment de grenadiers, le 37e régiment de fusiliers et des 46e et 47e régiments d'infanterie, avec initialement avec deux bataillons.
Le 27 janvier 1902, jour de son anniversaire, Guillaume II promulgue l'ordre du cabinet (A.K.O.), selon lequel les formations gérées jusqu'alors sans désignation géographique recevraient un élargissement de leur nom afin de mieux les distinguer et d'établir une tradition. Plusieurs formations de la même désignation géographique et de la même arme doivent être distinguées par des chiffres d'ordre placés devant. Le régiment porte donc à partir de cette date la dénomination de 155e régiment d'infanterie (7e régiment d'infanterie de prussien-occidental).

### Première Guerre mondiale
Au début de la Première Guerre mondiale, le régiment s'est mobilisé le 2 août 1914. Le 2e bataillon s'empare de la ville frontalière polonaise-russe de Kalisz début août et est impliqué dans la destruction ultérieure de Kalisz (de). Après une mobilisation complète, le régiment est transféré sur le front occidental avec le 5e corps d'armée, où il reste déployé jusqu'à la fin de la guerre.
Avec la 77e brigade d'infanterie, il participe d'abord à la bataille de bataille de Longwy et au secteur de l'Othain du 22 au 27 août 1914, en liaison avec la 10e division de réserve. Ensuite, le régiment est passé à la guerre de tranchées dans le secteur de Verdun jusqu'au 20 février 1916.
- - 6 au 12 septembre 1914 --- Bataille de Vaudecourt-Fleury (parties)
  - 6 octobre au 10 octobre 1914 --- Bataille d'Étain
  - 29 octobre 1914 --- Bataille de Gercourt
- 21 février au 13 avril 1916 --- Bataille de Verdun
  - 24 février 1916 --- Prise d'Ornes
  - 25 février 1916 --- Prise du village de Bezonvaux
  - 26 février 1916 --- Prise des ouvrages de Bezonvaux et Hardaumont
  - 7 au 11 mars 1916 --- Batailles du village et du fort de Vaux
- 15 juin au 22 qeptembre 1916 --- Batailles de tranchées en Champagne
- 3 au 14 octobre 1916 --- Bataille de la Somme
- 22 octobre 1916 au 7 février 1917 --- Batailles de tranchées devant Verdun
  - 2 décembre 1916 --- Combats à la cote 304
  - 28 décembre 1916 --- Combats sur Le Mort Homme
  - 25 au 28 janvier 1917 --- Combats à la cote 304
- 1er au 14 mars 1917 --- Combats sur l'Aisne
- 15 mars au 5 avril 1917 --- Batailles de tranchées sur l'Aisne
  - 4 avril 1917 --- Bataille de Sapigneul et du Godat
- 6 au 16 avril 1917 --- Bataille de l'Aisne
- 24 au 22 juillet 1917 --- Combats de tranchées devant Verdun
  - 28 juin au 3 juillet 1917 --- Prise d'assaut de la position ennemie de la forêt d'Avocourt à la cote 304
  - 17 au 18 juillet 1917 --- Combats sur la route Haucourt-Esnes
- 22 juillet au 7 août 1917 --- Réserve de l'OHL à Sedan
- 8 août au 3 novembre 1917 --- Combats de tranchées près de Reims
- 18 décembre 1917 au 24 février 1918 --- Combats de tranchées près de Reims
- 21 mars au 6 avril 1918 --- Grande bataille en France
  - 21 au 22 mars 1918 --- Bataille décisive à Saint-Quentin-La Fère
  - 23 au 24 mars 1918 --- Combats au franchissement de la Somme et du canal du Crozat entre Saint-Christ et Tergnier
  - du 25 au 31 mars 1918 --- Combats en poursuite jusqu'à Montdidier-Noyon

Après de lourdes pertes à Roye-Rollot, les restes des 1er et 2e bataillons sont regroupés en un seul bataillon. Le 10 avril 1918, le régiment est de nouveau élargi à trois bataillons.
- 27 mai au 13 juin 1918 --- Bataille de Soissons et Reims
  - 27 mai 1918 --- Prise du Chemin des Dames
  - 28 mai au 1er juin 1918 --- Poursuite des combats entre l'Oise et l'Aisne et à travers la Vesle jusqu'à la Marne
  - 30 mai au 13 juin 1918 --- Combats d'attaque à l'ouest et au sud-ouest de Soissons
- 14 au 19 juin 1918 --- Batailles de tranchées entre l'Oise, l'Aisne et la Marne
- 15 au 17 juillet 1918 --- Bataille d'assaut en Champagne
- 18 au 25 juillet 1918 --- Bataille défensive entre Soissons et Reims
- 26 juillet au 3 août 1918 --- Bataille défensive mobile entre Marne et Vesle

À la mi-août, le 2e bataillon du 455e régiment d'infanterie dissous est incorporé et le 1er septembre, le régiment reçoit une compagnie de lanceurs de mines.
- 25 août au 3 septembre 1918 --- Combats de tranchées sur la Vesle
- 3 septembre au 9 octobre 1918 --- Combats devant le front Siegfried
- 10 au 12 octobre 1918 --- Combats devant les fronts Hunding et Brunhild
- 13. octobre au 1er novembre 1918 --- Combats dans la position de Hunding

En raison de la mauvaise situation de remplacement, les 3e, 7e et 9e compagnies doivent être dissoutes le 2 novembre après avoir subi de nouvelles pertes importantes.
- 5 au 11 novembre 1918 --- Combats en retraite devant la position Anvers-Meuse

### Après-guerre
Après la fin de la guerre, les restes du régiment retournent chez eux, d'où à partir du 2 janvier 1919 à Löwenberg la démobilisation a lieu. Il est officiellement dissous le 30 juin 1919.
Déjà lors de la démobilisation en janvier 1919, des parties du régiment commencent à mettre en place le 155e régiment d'infanterie de volontaires. Ce dernier est ensuite utilisé dans la protection des frontières à Lissa et Rawitsch. L'unité est absorbée en tant qu'état-major et 2e bataillon du 9e régiment de tirailleurs lors de la formation de la Reichswehr provisoire.
La tradition est reprise dans la Reichswehr, par décret du chef du commandement général de l'armée de l'infanterie Hans von Seeckt le 24 août 1921, par la 9e compagnie du  société du 1er régiment d'infanterie.

## Commandants
| Grade          | Nom                        | Date                                   |
| -------------- | -------------------------- | -------------------------------------- |
| Oberst         | August Anheuser            | 1er avril 1897 au 13 septembre 1900    |
| Oberst         | Edmund von Rosainski       | 14 septembre 1900 au 9 octobre 1901    |
| Oberst         | Ernst von Diringshofen     | 10 octobre 1901 au 21 avril 1905       |
| Oberst         | Heinrich Wilcke            | 22 avril 1905 au 30 avril 1909         |
| Oberst         | Wilhelm Geyer              | 1er mai au 18 novembre 1909            |
| Oberst         | Rudolf Ottmer              | 19 novembre 1909 au 21 avril 1912      |
| Oberst         | Arnold von Heise-Rotenburg | 22 avril 1912 au 9 septembre 1914      |
| Oberstleutnant | Hans Preusker              | 10 septembre 1914 au 30 mars 1918      |
| Major          | Steuer                     | 31 mars 1918 jusqu'à la démobilisation |